# 코드: 디버깅 더 젠더 갭
《코드: 디버깅 더 젠더 갭(CODE: Debugging the Gender Gap)》은 2015년에 제작된 다큐멘터리 영화이다. 감독은 로빈 하우저 레이놀드(영어: Robin Hauser Reynolds)이다. 소프트웨어 개발 분야에서 여성과 소수자의 비율이 낮다는 문제에 대해 다루고 있다. 2015년 4월 19일 미국 뉴욕에서 개최된 Tribeca Film Festival에서 개봉되었다. 이 영화는 젊은 여성들이 컴퓨터 공학 분야에서 자신의 커리어를 추구하도록 독려하기 위해 컴퓨터 프로그래밍 분야에서 성공을 거둔 여성들을 소개한다.

## 줄거리
이 영화는 먼저 미국의 기술 산업의 역사를 거슬러 올라가서 최초의 프로그래머로 알려진 에이다 러브레이스(영어: Ada Lovelace), 미 해군 최초의 여성 제독이자 컴파일러와 '프로그램 버그'라는 개념의 창시자인 그레이스 호퍼(영어: Grace Hopper), 그리고 제 2차 세계대전 당시 암호 해독을 위해 개발되었던 초기 컴퓨터인 에니악(영어: ENIAC)을 다루었던 여성들에 대해서 소개한다.
그리고 여성 소프트웨어 개발자의 비율이 매우 낮다는 점에 주목한다. 핀터레스트(영어: Pinterest)의 소프트웨어 개발자 Tracy Chou는 각 기업의 여성 소프트웨어 개발자의 비율을 조사하고, 여성 소프트웨어 개발자의 비율이 매우 낮다는 점에 대해서 문제를 제기했다.
하버드 대학교의 전 총장인 Lawrence Summers가 2005년 남성과 여성 사이에 수학과 과학에 대한 재능의 선천적 차이가 있다고 이야기했다가 많은 여성들의 반발을 산 후 공식적으로 사과한 사건에 대해서도 소개하면서, 여성의 수학, 과학적 능력에 대한 편견의 문제를 다룬다. 현상적으로 나타난 남성과 여성의 수학, 과학 분야에서의 성취도 차이는 선천적인 차이가 아닌 성장과정에서의 경험, 즉 교육에 의해 발생한 것이라는 것이다.
그리고 1990년대에 자동차 에어백 규격이 평균적인 남성의 체격을 기준으로 하여 정해졌기 때문에 여성과 아이들을 보호하지 못했다는 점을 들어 기술 분야에서 다양성 부족이 여러 문제를 야기한다는 점에 대해 역설한다. 이와 관련하여 UCLA의 수석 연구원 Jane Margolis는 음성 인식 시스템이 남성들에 의해서, 남성의 음성을 기준으로 디자인되었기 때문에 처음에는 여성의 음성은 인식될 수 없었다고 한다. Ericsson의 수석 부사장 Roz ho는 1990년대 마이크로소프트의 마이크로소프트 워드, 마이크로소프트 엑셀, 마이크로소프트 파워포인트와 같은 프로그램에서 캐릭터가 등장하여 사용자에게 도움을 주었는데, 포커스 그룹 연구를 한 결과 여성들은 그 캐릭터가 너무 남성적이며 음흉하다면서 부정적인 반응을 보였는데, 여성인 자신을 제외한 모든 남성 팀원들이 그러한 결과를 이해하지 못했던 사례에 대해서 소개하면서, 프로그램 디자이너에 여성이 포함되어야 여성을 위한 디자인을 할 수 있다고 주장한다.
Yelp의 소프트웨어 엔지니어 Jen Wang은 여성은 수학과 과학 능력이 떨어진다는 사회적 편견이 여성들이 이공계 분야 진출을 저해한다는 것을 지적한다. 1992년 미국의 완구회사 마텔(영어: Mattel)에서 말하는 바비인형 Teen Talk Barbie를 만들어 '수학 수업은 어려워요.'라는 메시지를 말하도록 하여 논란의 중심에 선 바 있다. 소녀들의 롤모델인 바비인형이 소녀들의 이공계 분야에 대한 흥미와 관심을 좌절시키는 메시지를 전달한다는 것이다. 또한 마텔(영어: Mattel)은 최근 한 여성 바비인형이 컴퓨터 게임을 디자인하려고 하다가 컴퓨터에 바이러스가 생기자 남자 친구들을 불러와서 문제를 해결한다는 내용의 'I Can Be a Computer Engineer'라는 책을 출판하여 다시 한 번 많은 이들의 비판을 받아 공식적으로 사과문을 발표했다. 영화《퀸카로 살아남는 법(영어: Mean Girls)》, 《앵커맨 (영어: Anchorman: The Legend of Ron Burgundy)》도 여성의 수학, 과학적 능력에 대한 편견을 잘 보여주고 있다. 픽사(영어: Pixar)의 영상감독 Danielle Feinburg와 NetApp의 전 부사장 Helen Bradley, Harvey Mudd College의 컴퓨터 공학 연구원 Colleen Lewis는 인터뷰를 통해 그들이 대학교 시절 여성이 거의 없는 컴퓨터 공학 분야를 전공하면서 이러한 편견으로 인해 겪었던 어려움에 대해 이야기한다.
이 영화는 1980년대까지 중반까지 컴퓨터 공학을 전공하는 여성의 비율이 40%까지 상승했다가 이후로 지속적으로 하락하는 현상의 원인을 1983년도 미국에서 개봉한 영화 《Wargames》, 1995년도 미국에서 개봉한 영화 《Hackers》등이 양산한 컴퓨터 공학자에 대한 고정관념과 편견으로 인한 것으로 지적한다. Brogrammer는 사람들이 갖고 있는 편견적 특성을 모두 갖고 있는 사람을 가리키는 신조어로, 괴짜 천재이며, 마초적이고, 사회성이 부족한 남성 프로그래머를 가리키는 말이다. 픽사(영어: Pixar)의 영상감독 Danielle Feinburg는 남성 프로그래머가 다수인 환경에서 이러한 문화가 형성되면 여성들의 진입이 매우 어려워진다는 것을 지적한다. 핀터레스트(영어: Pinterest)의 소프트웨어 엔지니어 Tracy Chou와 Pivotal의 소프트웨어 엔지니어 Ruthie Byers, Etsy의 소프트웨어 엔지니어 Lara Hogan, Code for Progress의 대표 Aliya Rahman은 자신이 여성 소프트웨어 엔지니어라는 이유만으로 다른 사람들에게 전문성을 의심받고는 한다고 털어놓는다.
또한 남성 중심적 문화의 소프트웨어 업계에서 여성들이 당하는 성적 추행과 무시에 대해 폭로한다. 2013년 TechCrunch에서 개최한 컨퍼런스에서 호주인 프로그래머들이 해커톤을 통해 여성의 가슴을 바라보는 자신의 사진을 찍을 수 있는 애플리케이션을 발표하여 파장을 일으킨 바 있다. 이 애플리케이션을 만들었던 프로그래머들 중 한 명이자 Business Insider의 최고 기술 책임자인 Pax Dickinsson은 이 사건과 더불어 여성혐오적인 트위터(영어: Twitter) 발언이 논란이 되어 해고되었다. 깃허브(영어: Github)의 최초이자 유일한 여성 개발자였던 Julie Ann Horvath는 그녀가 깃허브(영어: Github)에 재직중이던 때에 소프트웨어 개발 부서에서의 성차별주의로 인해 자신의 전문성에 대한 불신, 같은 부서에 속한 남성들의 성추행적 행태, 그녀가 사직의 의사를 표했을 때 팀원들이 그녀에게 표했던 적대감, 심지어는 강간 협박을 당한 일에 대해서 폭로한다.
그리고 이러한 문제를 해결하고 좀 더 많은 여성들이 소프트웨어 엔지니어링 분야에 진출할 수 있도록 돕고 있는 여러 사람들과 단체에 대해 소개한다. Aliya Rahman은 기술발전에서 소외되었던 여성과 유색 인종에게 코딩을 가르치기 위한 기관인 Code for Progress에서 프로그래밍을 가르치고 있다. Kodable은 어린이들에게 코딩의 기초와 논리에 대해서 가르치기 위한 교육용 애플리케이션을 개발하여 미국에서 1000개 이상의 초등학교에 보급하고 있다. Black Girls Code는 흑인 소녀들을 대상으로 코딩 교육을 실시하고 해커톤을 개최하는 기관이다. 미국의 완구회사 GoldieBlox는 여자 아이들은 수학과 과학, 공학에 관심이 없다는 편견에 대항하고 더 많은 여자아이들이 공학에 흥미를 느끼게 하기 위해 여자아이들을 위해 디자인된 조립식 완구를 만들고 있다. Harvey Mudd College는 커리큘럼을 재조직하고 학습자 친화적인 환경을 조성하여 컴퓨터 공학 수업의 여성의 비율을 8년만에 10%에서 48%까지 끌어올렸다. Mills College는 미국 최초의 여자대학으로, 최초로 문과 대학에 컴퓨터 공학 수업을 개설한 학교이다.
Etsy는 2012년부터 비전공자에게 코딩을 가르치는 해커 스쿨에 여성들이 참여할 수 있도록 보조금을 지급하고 다수의 해커 스쿨 이수자를 채용하고 있다. 2012년 이후 Etsy의 전체 엔지니어에 대한 여성 엔지니어의 비율은 3년 만에 3%에서 30%로 크게 증가했다고 한다.

## 공식 상영
- 2015년 Women's Independent Film Festival 공식 상영
- 2015년 Anchorage International Film Festival 공식 상영
- 2015년 Napa Valley Film Festival 공식 상영
- 2015년 Carmel International Film Festival 공식 상영
- 2015년 Ambulante Documentary Film Festival 공식 상영
- 2015년 Bentoville Film Festival 공식 상영
- 2015년 AFI DOCS 공식 상영
- 2015년 Tribeca Film Festival 공식 상영
- 2016년 Durango Independent Film Festival 공식 상영
- 2016년 Las Cruces International Film Festival 공식 상영
- 2016년 San Luis Obispo International Film Festival 공식 상영

## 수상 경력
- 2015년 Naples International Film Festival Impact Award Winner
- 2015년 International Independent Film Festival Platinum Winner
- 2015년 Mill Valley Film Festival Audience Favorite Winner
- 2015년 Rhode Island International Film Festival Best Documentary Prize First Prize
- 2016년 Impact Docs Awards Award of Excellence
- 2016년 Boulder International Film Festival Call 2 Action Award Winner
- 2016년 Indie Fest Film Awards Award of Excellence